# Saint-Pierre-de-Genebroz
Saint-Pierre-de-Genebroz ist eine französische Gemeinde mit 327 Einwohnern (Stand: 1. Januar 2022) im Département Savoie in der Region Auvergne-Rhône-Alpes (vor 2016 Rhône-Alpes). Sie gehört zum Kanton Le Pont-de-Beauvoisin (bis 2015 Les Échelles) im Arrondissement Chambéry und ist Mitglied im Gemeindeverband Cœur de Chartreuse.

## Geographie
Saint-Pierre-de-Genebroz liegt etwa 20 Kilometer südwestlich von Chambéry. Nachbargemeinden von Saint-Pierre-de-Genebroz sind La Bauche im Norden, Saint-Jean-de-Couz im Osten und Nordosten, Saint-Christophe im Osten, Les Échelles im Süden und Westen sowie Saint-Franc im Nordwesten.

## Bevölkerungsentwicklung
| Jahr                       | 1962 | 1968 | 1975 | 1982 | 1990 | 1999 | 2006 | 2013 |
| -------------------------- | ---- | ---- | ---- | ---- | ---- | ---- | ---- | ---- |
| Einwohner                  | 208  | 207  | 198  | 212  | 219  | 260  | 277  | 349  |
| Quellen: Cassini und INSEE |      |      |      |      |      |      |      |      |

## Sehenswürdigkeiten
- Kirche aus dem Jahr 1835